# Distrito de Yaeyama (Okinawa)

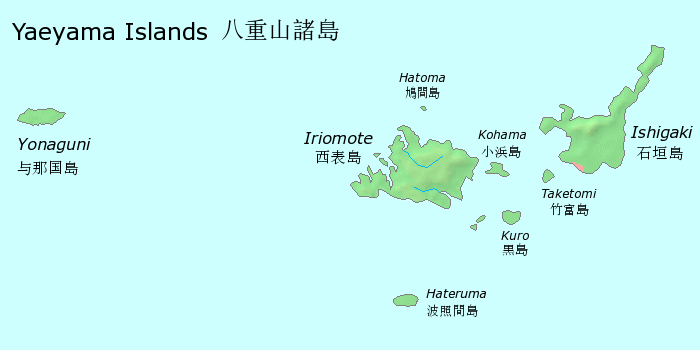
Mapa de las islas Yaeyama

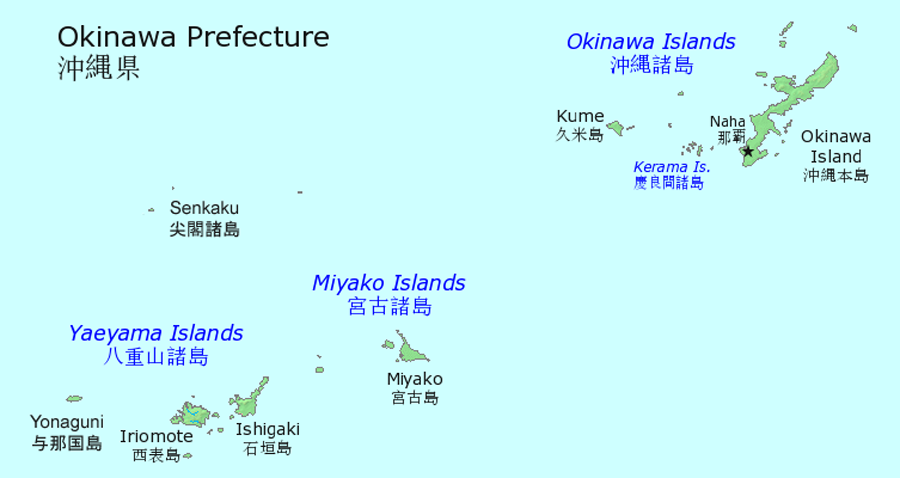
Ubicación de Yaeyama en la prefectura de Okinawa

Yaeyama (八重山郡 Yaeyama-gun, yaeyama: Yaima, okinawense: Eema) es un distrito situado en Okinawa, Japón. El distrito abarca todas las islas Yaeyama excepto Ishigaki y las disputadas Islas Senkaku.
A partir de 2003, el distrito tiene una población estimada de 5.579 y una densidad de 15,37 habitantes por km². La superficie total es de 362,89 kilómetros cuadrados.

## Ciudades y pueblos
- Taketomi
- Yonaguni

## Transporte
Dos aeropuertos, el Aeropuerto de Hateruma en la isla Hateruma, en Taketomi, y el Aeropuerto de Yonaguni en Yonaguni sirven al distrito.